# Biella (provins)
Biella är en provins i regionen Piemonte i Italien. Biella är huvudort i provinsen. Provinsen etablerades 1992 ur provinsen Vercelli. 

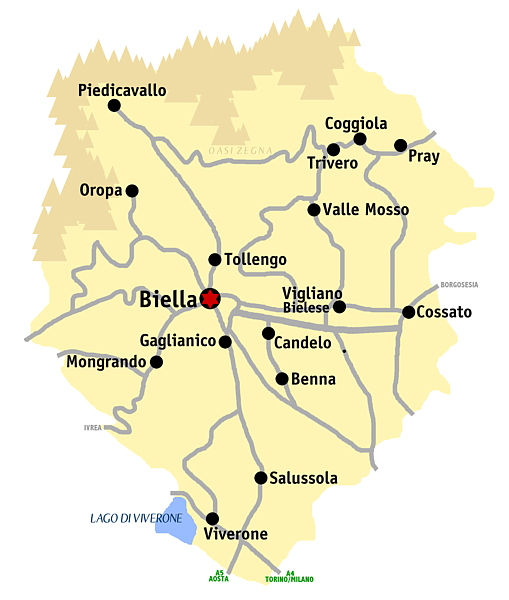
Karta över provinsen

## Administrativ indelning
Provinsen Biella är indelad i 74 comuni (kommuner). Alla kommunerna finns i lista över kommuner i provinsen Biella.
| Datum          | Ny kommun        | Kommuner som upphörde                          |
| -------------- | ---------------- | ---------------------------------------------- |
| 1 januari 2016 | Campiglia Cervo  | Campiglia Cervo, Quittengo och San Paolo Cervo |
| 1 januari 2016 | Lessona          | Crosa och Lessona uppgick i                    |
| 1 januari 2017 | Pettinengo       | Selve Marcone (infogad)                        |
| 1 januari 2019 | Quaregna Cerreto | Cerreto Castello och Quaregna                  |
| 1 januari 2019 | Valdilana        | Mosso, Soprana, Trivero och Valle Mosso        |

## Geografi
Provinsen Biella gränsar:
- i norr, öst och syd mot provinsen Vercelli
- i väst mot provinsen Torino och Valle d'Aosta.